# Bernd Kötting
Bernd Kötting (* 12. April 1938 in Twist, Landkreis Meppen; † 31. Mai 2019) war ein deutscher Journalist.

## Werdegang
Kötting war der Sohn des Kaufmanns Hermann Kötting (1891–1961) und dessen Ehefrau Helena, geb. Wolken (1897–1977). Er wuchs in Twist auf. Die Schule besuchte er im nahe gelegenen Meppen, wo er 1960 das Abitur ablegte. Während dieser Zeit besserte er sein Taschengeld mit Berichten für die Emsland-Nachrichten auf. Nach dem Studium in Münster (Staatsexamen 1964) schrieb er für die Westfälischen Nachrichten. Er wurde 1966 Leiter der Westfalen-Redaktion und 1969 der Stadtredaktion und gleichzeitig stellvertretender Chefredakteur.
Ab Ende 1983 war er hinter Werner Giers stellvertretender Chefredakteur und Herausgeber der Regionalausgaben des Münchner Merkur. Zum 1. September 1994 wechselte er zum Süddeutschen Verlag und wurde Verlagsleiter Region der Süddeutschen Zeitung.
Ehrenamtlich übte er das Amt des Schatzmeisters des Pressevereins Münster-Münsterland aus.
Kötting war römisch-katholisch, verheiratet und hatte zwei Kinder.

## Ehrungen
- 1993 Verdienstkreuz am Bande der Bundesrepublik Deutschland